# Albert Acciaioli
Albert ou Bertrand Acciaioli, né à Florence et  mort en  août 1355, est un prélat italo-français du XIVe siècle. Il est fils de Léon Accaioli, sénateur, et l'oncle du cardinal   Ange Accaioli.

## Biographie
Aciaioli est élu par Jean XXII à l'évêché d'Apt en 1331. Il échange  cet évêché  sans être jamais venu dans ce diocèse en 1332, pour celui de  Bologne. Une émeute populaire qui éclate en 1336 dans cette ville le force d'abandonner son diocèse et de se réfugier à Avignon auprès du pape Benoît XII. Ce souverain pourvoit en 1339 Bertrand Accaioli de l'évêché de Nevers.
Philippe de Valois lui donne une charge de président à la chambre des enquêtes du  parlement de Paris. En 1351, il retire à Decize de la châsse de saint Aré un bras et un os maxillaire.

## Sources
- Honoré Jean P. Fisquet, La France pontificale, Métropole de Sens, Paris, 1864